# Chinese Physics Letters
Chinese Physics Letters is een internationaal, aan collegiale toetsing onderworpen wetenschappelijk tijdschrift op het gebied van de natuurkunde.
De naam wordt in literatuurverwijzingen meestal afgekort tot Chin. Phys. Lett.
Het wordt uitgegeven door het Institute of Physics namens de Chinese Physical Society.